# Задорожний Яків Степанович
Яків Степанович Задорожний (1912—1945) — радянський офіцер, командир 35-ї механізованої бригади під час Німецько-радянської війни, Герой Радянського Союзу (27 лютого 1945, посмертно).

## Життєпис

### Ранні роки
Народився 5 березня 1912 року в селі Вершина Бердянського повіту Таврійської губернії (нині Бильмакского району Запорізької області) в сім'ї селянина. Українець.
У 1918 році село було окуповано німецькими військами, у цьому ж районі діяла Повстанська армія Махна, у складі якої воював батько Якова. У 1921 році він загинув, залишивши на руках матері 4-х дітей. Старший син Яків закінчив 7 класів, потім працював завідувачем організаційного відділу райкому комсомолу.
У РСЧА з серпня 1932 року. У 1936 році закінчив курси молодших лейтенантів. Член ВКП(б) з 1937 року. Брав участь у поході радянських військ у Західну Україну і Західну Білорусію 1939 року, в радянсько-фінській війні 1939—1940 років.

### У роки Німецько-радянської війни
На фронтах Німецько-радянської війни з 22 червня 1941 року. Командир 4-го танкового батальйону 50-го танкового полку 25-ї танкової дивізії 13-го механізованого корпусу старший лейтенант Я. С. Задорожний брав участь у Білостоцько-Мінській битві, протягом двох місяців виходив з боями з оточення в групі капітана О. Й. Шевченка.
У вересні 1941 року направлений у Військову академію бронетанкових і механізованих військ, прискорений курс якої закінчив в 1942 році.
Влітку 1942 року капітан Я. С. Задорожний спрямований у 27-й танковий корпус Калінінського фронту на посаду старшого помічника начальника оперативного відділу корпусу. У вересні 1942 року переведений на ту ж посаду в 1-й механізований корпус, створений на базі 27-го танкового корпусу. Брав участь в оборонно-наступальних операціях в районі міст Білий і Ржев. Восени 1942 року відзначився в боях під містом Білий. Танковий полк корпусу опинився в оточенні, загинули командир полку і начальник штабу. Задорожний, опинився в той момент в розташуванні полку, взяв на себе командування і організував прорив з оточення, зберігши при цьому особовий склад і бойову техніку. За цей епізод був нагороджений орденом Червоної Зірки.
Навесні 1943 року 1-й механізований корпус у складі Степового фронту взяв участь у Курській битві на Бєлгородсько-Харківському напрямі. Працівник оперативного відділу штабу корпусу майор Я. С. Задорожний брав участь у розробці операцій по звільненню міст Бєлгород, Красноград, Полтава, форсування Дніпра південніше Кременчука. За звільнення міста Красноград Харківської області Наказом ВГК від 19 вересня 1943 року 1-му механізованому корпусу присвоєно найменування «Красноградського». За оцінкою командира 108-ї танкової бригади полковника М. К. Зленка, Я. С. Задорожний «у боях з 26.8.43 року по 1.9.43 року за Сальне, Земань, Глухів, Кроневець проявив себе ініціативним, сміливим, відмінно організуючим бій, тактично грамотним офіцером. Перебуваючи весь час у бойових порядках танкових батальйонів, тов. Задорожний не тільки організовував і керував боєм, але і сам особисто брав участь у бойових діях, своїм особистим прикладом піднімав бойовий дух танкістів, їх прагнення вперед, рішучість дій, в результаті чого частини бригади з боями пройшли 130 км, маючи незначні втрати». Був представлений до ордена Вітчизняної війни I ступеня, але нагороджений орденом Вітчизняної війни II ступеня.
Навесні 1944 року 1-й механізований корпус у складі 1-го Білоруського фронту брав участь в операції «Багратіон». Корпус разом з 4-м гвардійським кінним корпусом увійшов до складу рухомої кінно-механізованої групи під командуванням генерала І. О. Плієва. Підполковник Я. С. Задорожний в цій операції виконував обов'язки начальника оперативного відділу корпусу, і його відділ безпосередньо планував наступ корпусу в складі КМГ. В результаті частинам і з'єднанням корпусу вдалося успішно виконати поставлені завдання, звільнивши більше 1200 населених пунктів, зокрема, міста Слуцьк, Слонім і Брест. Підполковник Я. С. Задорожний був нагороджений орденом Червоного Прапора.
17 січня 1945 року 1-й механізований корпус був задіяний в рамках Вісло-Одерської операції у боях на території Польщі. 35-та механізована бригада під командуванням підполковника Я. С. Задорожного пройшла близько 600 кілометрів, форсувавши річки Бзура, Варта і Нетце, і звільнила понад 450 населених пунктів.
Вранці 26 січня 1945 року підполковник Я. С. Задорожний перебував на своєму танку «Колгоспник Переславщини» у передовому загоні при штурмі міста Штігліц (нині в межах міста Чарнкув, Польща). На вулицях міста його танк був підбитий, а сам був важко поранений. Помер від ран у польовому госпіталі 29 січня 1945 року.
Указом Президії Верховної Ради СРСР від 27 лютого 1945 року за вміле керівництво і командування бригадою, досягнуті бойові успіхи, особисту хоробрість і мужність в бою" підполковнику Задорожному Якову Степановичу було посмертно присвоєно звання Героя Радянського Союзу.
Похований у місті Чарнкув (Польща) у братській могилі на площі Перемоги, пам'ятником на могилі був встановлений його ж танк — «Колгоспник Переславщины». У березні 2006 року останки 203 радянських солдатів були ексгумовані і урочисто перенесені на міське кладовище Чарнкува.

### Родина
- Батько був «махновцем», сільським анархістом, загинув у 1921 році.
- Три сестри і брата.
- Дружина — Євдокія Василівна Задорожна, проживала в Москві.

## Нагороди
- Медаль «Золота Зірка» Героя Радянського Союзу (27 лютого 1945, посмертно);
- орден Леніна (27 лютого 1945, посмертно);
- орден Червоного Прапора (1944);
- орден Вітчизняної війни II ступеня (24 вересня 1943);
- орден Червоної Зірки (1942);
- медалі, в тому числі: медаль «За бойові заслуги».

## Пам'ять
- У селищі Більмак Запорізької області України встановлено пам'ятник Я. С. Задорожному.
- Танк-пам'ятник «Колгоспник Переславщини» в місті Чарнкув (Польща).
- Теплохід «Яків Задорожний» компанії «River Enjoyment» (Київ, Україна)[5].

## Документи
- Наградной лист Я. С. Задорожного с представлением к ордену Отечественной войны I степени. Электронный архив «Подвиг Народа в Великой Отечественной войне 1941—1945 гг». 6 сентября 1943.
- Наградной лист Я. С. Задорожного с представлением к званию Героя Советского Союза. Там же. 5 февраля 1944.